# Simone Mengon
Simone Mengon (Trento, 3 de enero del 2000) es un jugador de balonmano italiano que juega de lateral izquierdo en el ThSV Eisenach. Es internacional con la selección de balonmano de Italia.
Su primer gran campeonato con la selección fue el Campeonato Mundial de Balonmano Masculino de 2025.
Es el hermano mellizo del también balonmanista Marco Mengon.

## Palmarés

### Montpellier
- Liga de Campeones de la EHF (1): 2018

## Clubes
| Club                 | País     | Año         |
| -------------------- | -------- | ----------- |
| Montpellier Handball | Francia  | 2017 - 2020 |
| Billère Handball     | Francia  | 2020 - 2023 |
| ThSV Eisenach        | Alemania | 2023 - Act. |